# Guarapuã
Guarapuã é um distrito do município brasileiro de Dois Córregos, no interior do estado de São Paulo. 

## História

### Origem
O povoado que deu origem ao distrito foi fundado em 3 de abril de 1895, data em que Ignácio Pereira Garcia e sua esposa Maria Eugênia de Jesus, considerados fundadores, assinaram escritura doando 15 alqueires de terra à Mitra Diocesana, para que fosse erguida uma igreja em devoção a Santo Antônio de Lisboa, padroeiro da localidade. No entanto, o início da povoação da região da atual Guarapuã coincide com a de Dois Córregos, iniciada por volta de 1850.
O primeiro nome do povoado era Santo Antônio da Graminha, depois alterado para Santo Antônio da Figueira, e sendo simplificado para Figueira quando tornou-se distrito em 1899. A denominação Guarapuã foi dada apenas em 1944. Guarapuã na língua tupi significa "árvore que se levanta", referência à grande Figueira que estava situada na praça central e que acabou dando o nome à localidade.

### Formação administrativa
- Distrito policial de Figueira criado no município de Dois Córregos[5].
- Pela Lei Estadual nº 621 de 21 de junho de 1899 é criado o distrito de Figueira no município de Dois Córregos[6].
- O Decreto-Lei n° 14.334 de 30 de novembro de 1944 altera a denominação para Guarapuã[7].

## Geografia

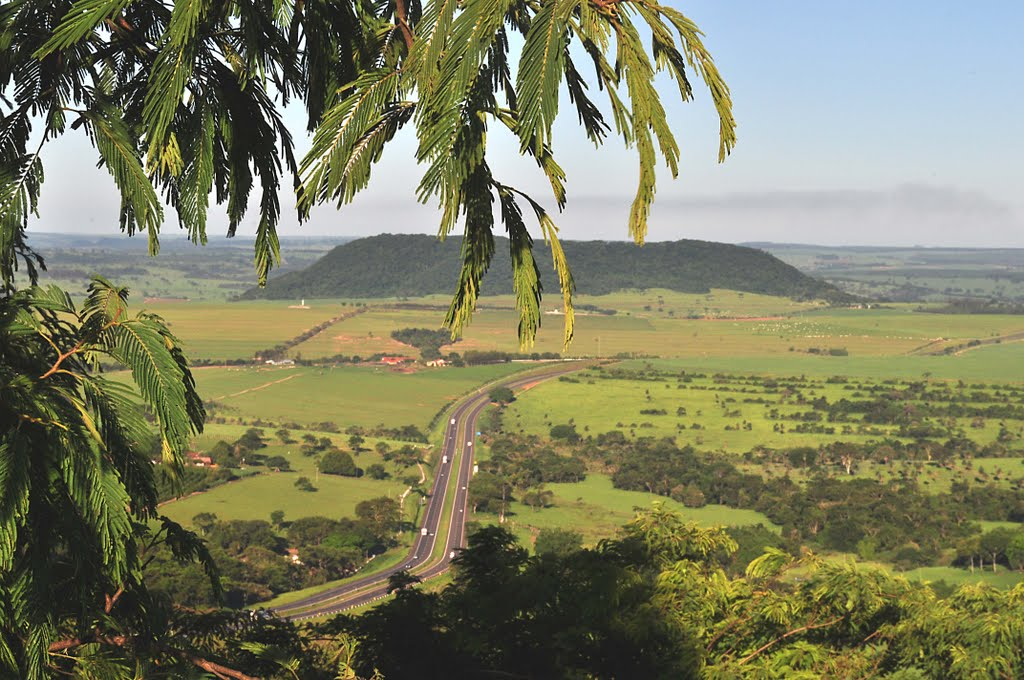
Vista de trecho da SP-225 do alto da Serra de Dois Córregos em Guarapuã.

### Área urbana
A sede do distrito é a vila de Guarapuã, com um total de 640 domicílios (IBGE 2022).

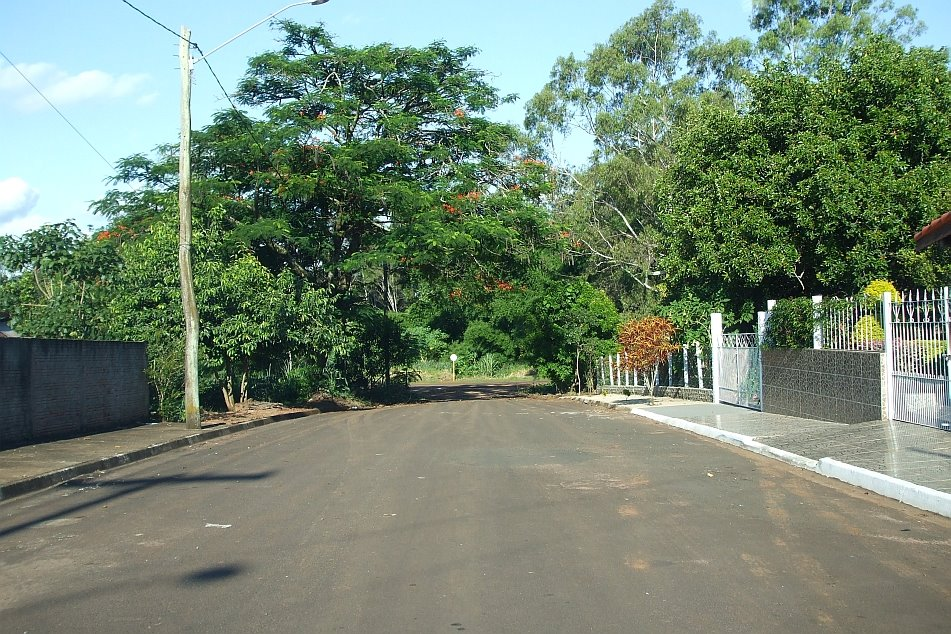
Aspecto local.

### Demografia

#### População urbana
| Crescimento população urbana | Crescimento população urbana | Crescimento população urbana | Crescimento população urbana |
| Censo                        | Pop.                         |                              | %±                           |
| ---------------------------- | ---------------------------- | ---------------------------- | ---------------------------- |
| 1934                         | 334                          |                              |                              |
| 1940                         | 355                          |                              | 6,3%                         |
| 1950                         | 306                          |                              | −13,8%                       |
| 1960                         | 295                          |                              | −3,6%                        |
| 1970                         | 335                          |                              | 13,6%                        |
| 1980                         | 688                          |                              | 105,4%                       |
| 1991                         | 976                          |                              | 41,9%                        |
| 2000                         | 1 003                        |                              | 2,8%                         |
| 2010                         | 1 069                        |                              | 6,6%                         |
| 2022                         | 1 037                        |                              | −3,0%                        |
| Fonte: IBGE e Fundação SEADE |                              |                              |                              |

#### População total
Pelo Censo 2022 (IBGE) a população total do distrito era de 1 163 habitantes. Anteriormente, pelo Censo 2010 (IBGE), a população total do distrito era de 1 299 habitantes, sendo 640 homens e 659 mulheres, possuindo um total de 626 domicílios particulares.

### Área territorial
A área territorial do distrito é de 117,505 km² (IBGE 2022).

### Rodovias

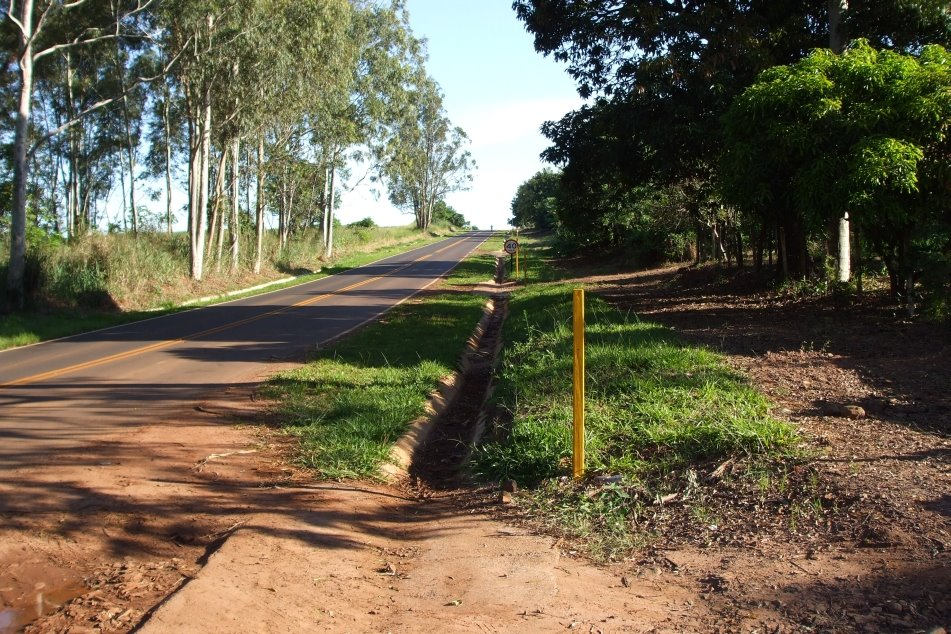
Vicinal de acesso a Guarapuã.

O principal acesso a Guarapuã é a estrada vicinal que liga o distrito a Dois Córregos e a Rodovia Eng. Paulo Nilo Romano (SP-225).
Distâncias:
- 16,2 km de Dois Córregos
- 29,2 km de Jaú
- 79,3 km de Bauru
- 26,6 km do Obelisco do Centro Geográfico do estado de São Paulo em Dourado
- 279 km de São Paulo

### Hidrografia
- Rio Jacaré-Pepira

## Serviços públicos

### Registro civil
Atualmente é feito na sede do município, pois o ofício de registro civil das pessoas naturais do distrito foi extinto pela Resolução nº 1 de 29 de dezembro de 1971 do Tribunal de Justiça do Estado de São Paulo, e seu acervo foi recolhido ao cartório do distrito-sede.

### Educação
- EMEFEI Professora Laura Rebouças de Abreu

### Saúde
- Unidade de Saúde da Família - "USF Guarapuã"
- Academia da Saúde

### Saneamento
O serviço de abastecimento de água é feito pelo Serviço Autônomo de Água e Esgoto de Dois Córregos (SAAEDOCO). 

### Energia
A responsável pelo abastecimento de energia elétrica é a CPFL Paulista, distribuidora do Grupo CPFL Energia.

### Telecomunicações
O distrito era atendido pela Telecomunicações de São Paulo (TELESP) através da central telefônica de Dois Córregos, que também implantou o sistema de discagem direta à distância (DDD).

## Religião

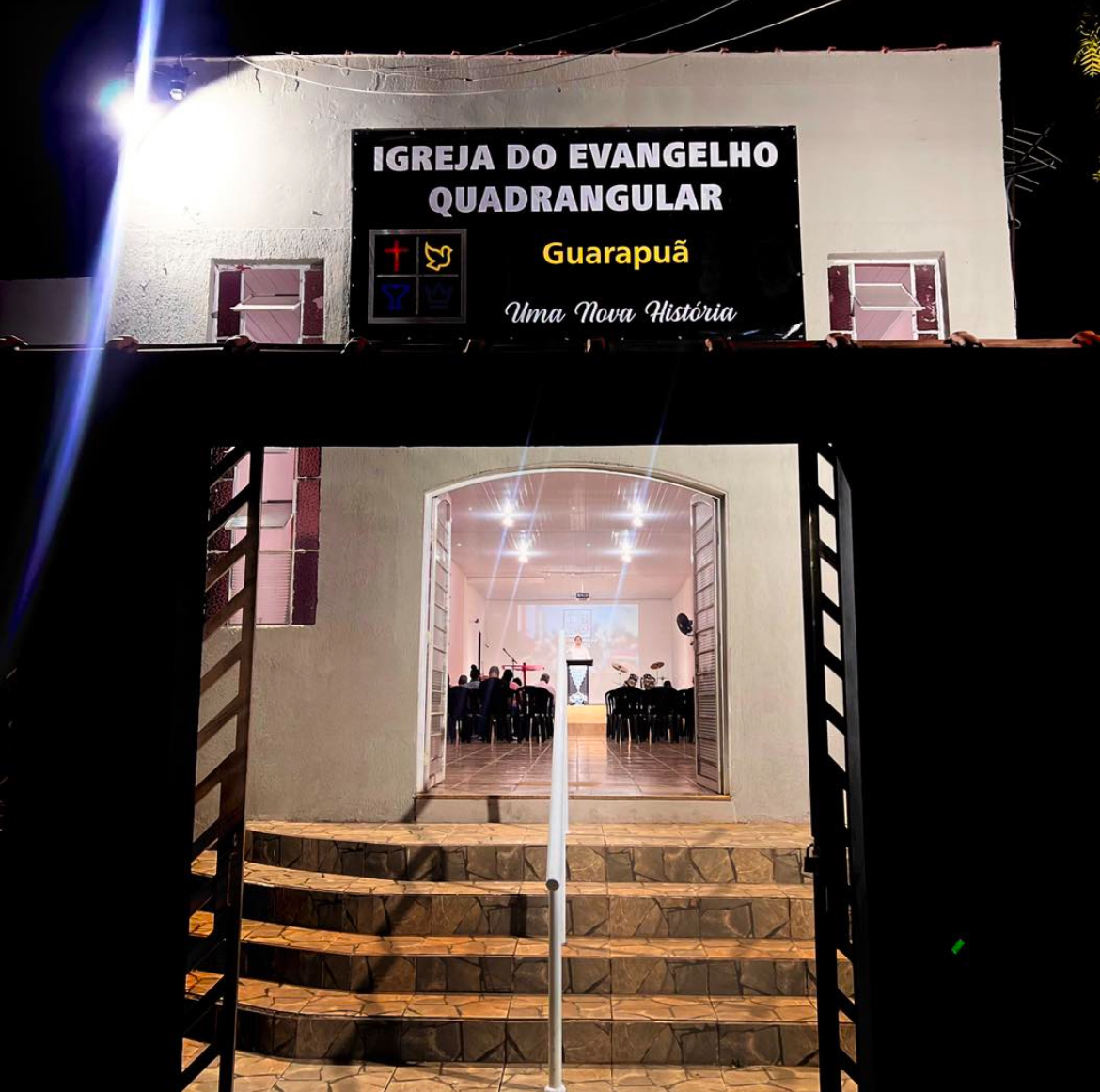
Fachada da Igreja do Evangelho Quadrangular.

O Cristianismo se faz presente no distrito da seguinte forma:

### Igreja Católica
- Capela de Santo Antônio de Lisboa - faz parte da Diocese de Jaú[20].

### Igrejas Evangélicas
- Congregação Cristã no Brasil[21].
- Igreja do Evangelho Quadrangular
- Igreja Família Global